# Metazygia ituari
Metazygia ituari là một loài nhện trong họ Araneidae.
Loài này thuộc chi Metazygia. Metazygia ituari được Herbert Walter Levi miêu tả năm 1995.